# Майко

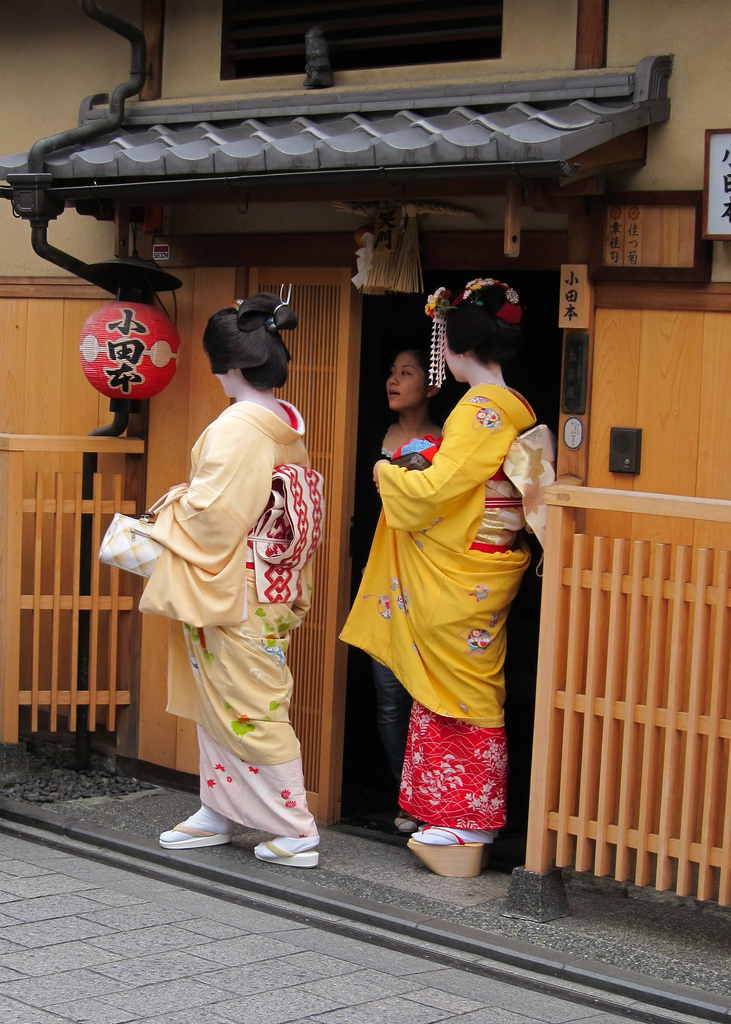
Майко

Майко (яп. 舞妓, «танцююче дитя») — назва учениці або гейші, або гейко (яп. 芸妓, гейко або гейгі, майстриня; найменування гейш в Кансай). Це третій ступінь навчання, після сікомі і мінараі. «Майко» — регіональне найменування, проте воно поширилося за межі Кіото, Осаки і Нари. У Токіо і по всьому Канто учениці називаються хангьоку (яп. 半玉, «напівдорогоцінне каміння»). Більш загальну назву — осяку (яп. お酌, «та що розливає саке»); проте воно може включати у себе і працівників ресторанів, що працюють на розливі алкогольної продукції. Майко є частиною традиційної культури японських розваг, званої карюкай.

## Майко Кіото
Раніше, до прийняття закону про дитячу працю, майко ставали в 9-12 років. Після завершення навчання правилам прийому гостей на о-дзасікі (яп. お座敷, бенкет в традиційному японському ресторані, рьокані, мінці або іншому будинку в традиційному японському стилі) учениця гейші починала кар'єру. Після війни правила були переглянуті, тепер майко можна стати лише закінчивши середню школу.

### Сікомі і мінарай
В середньому, від півроку до двох років здобувачка є сікомі (яп. 仕込み, той, що навчається, вихованець). Сікомі прибирає окія, допомагає іншим гейшам і майко одягатися, працюючи служницею. У XIX столітті сікомі ставали в 10-12 років, причому страждання в процесі навчання вважалось нормальним етапом становлення особистості. Після закінчення терміну сікомі отримує статус мінараі (яп. 見習い, учень, який спостерігає за вчителем). Дарарі-обі (яп. だらりの帯, дарарі але обі, звисаючий пояс) у мінараі спускається тільки на половину довжини і називається хандара (яп. 半だら, що звисає наполовину).
Мінараі починають відвідувати чайні будиночки разом зі своїми «старшими сестрами», тобто, більш досвідченими майко і гейшами, а власниця окія (яп. 置屋, будиночок, де живуть гейші і майко) оформляє новеньку в організації, що завідує справами гейш. Офіційна робота в якості майко починається з міседасі (яп. 店出し, вступ у бізнес). Після церемонії майко приєднується до «старших сестер» і починає відвідувати о-дзасікі і виступи, постійно носить білий макіяж, як всі інші.

### Майко
На відміну від гейш, що носять перуки, майко роблять зачіски з її власного волосся. В зачіску вставляються відповідні по сезону прикраси з квітами (в березні нарциси, в листопаді — листя клена). Перша зачіска майко називається варесінобу (яп. 割れしのぶ, розрізана таємно), її носять перші два-три роки навчання. Потім зачіска змінюється на офуку (яп. おふく, подув), яку майко носить аж до ерікае (яп. 襟替え, зміна комірця кімоно): за одну-чотири тижні до ерікае майко починає носити зачіску сакко (яп. 先笄, остання шпилька) і робити охагуро (яп. お歯黒, чорніння зубів).
Незважаючи на те, що майко можуть подобатися клієнтам більше, ніж гейші, неможливо запросити на бенкет тільки майко.
Юний вік майко підкреслюється костюмом (підняті плечі кімоно, довгі рукава у фурісоде); зачіскою і макіяжем; замість гета майко носять дерев'яні сандалі на високій танкетці, звані коппорі (яп. こっぽり) (в Кіото — окобо (яп. おこぼ, окобо)). Кімоно майко більш строкате, ніж у гейш; майко носять фурісоде, а гейші — томесоде. На о-Дзасікі майко і гейко Кіото, що називаються татіката (яп. 立方, танцюрист, на відміну від акомпаніатора), виконують традиційні танці в стилі Кіото (кьо-май (яп. 京舞, кьо:май)).

### О-дзасікі
Бенкети проводяться в про-тяя, традиційних ресторанах і готелях в японському стилі. В останні роки, завдяки широкому висвітленню по телебаченню і в газетах, все частіше клієнтами стають іноземці. Існує правило «ітігенсан окотоварі» (яп. 一見さんお断り, новачок завжди отримує відмову (у запрошенні на одзасікі)); проте сьогодні з'явилися послуги для туристів на кшталт «Кь-рьорі то майко но ю:бе» (яп. 京料理と舞妓の夕べ, кьо:рьо:рі то майко но ю:бе, «вечір кухні Кіото разом з майко»), з січня 2009 року надається деякими реканах. Кіотоскій театр традиційних мистецтв «Оокіні дзайдан» (яп. おおきに財団) організовує «одзасікі асобі» (веселощі з гейшами і майко в дусі одзасікі).
Сьогодні в Кіото функціонують п'ять кварталів гейш: Гіон-кобу, Міягава-тьо, Понто-тьо, Камісітікен, Гіон-Хігасі. Сьогодні дівчатка, які бажають стати майко, дізнаються подробиці роботи і домовляються з окія через Інтернет. Такий простий спосіб зв'язку викликав лавину бажаючих, тому про долю професії турбуватися не доводиться. Незважаючи на все зростаюче число претендентів, багато хто з них відмовляються продовжувати навчання через деякий час: всьому виною суворі правила.

### Майко— символ Кіото
На шляху прямування поїздів Мейсін Косоку доро (швидкісна залізниця між Айті і Геґо) розставлені плакати з назвами станцій їх символами; Кіото представляє стилізована майко. Туристи часто приїжджають в Кіото для того, щоб подивитися на майко.
Зображення з майко зустрічаються на упаковці продуктів харчування, в друкованій рекламі та на телебаченні. Образ майко використовують виконавці традиційних пісень. Туристам,що приїжджають до Кіото,пропонують Шаблон:Ніхгонґо: переодягання в кімоно, макіяж, короткий лікнеп по руху в кімоно. До складу пропозиції може бути включена прогулянка в образі і фотосесія.